# Барабінськ
Бара́бінськ (рос. Барабинск) — місто в Росії, адміністративний центр Барабінського району Новосибірської області. Залізнична станція на Транссибірської магістралі.
Населення — 29530 осіб (2015).

## Географія
Місто розташоване на південному сході Західносибірської рівнини, на Барабинській низовині, на лівому березі річки Ом, за 315 км на захід від Новосибірська.

## Населення
| 1897    | 1926    | 1931    | 1959    | 1967    | 1970    | 1979    |
| ------- | ------- | ------- | ------- | ------- | ------- | ------- |
| 1900    | ↗9800   | ↗14 600 | ↗40 878 | ↘38 000 | ↘37 274 | ↗37 286 |
| 1989    | 1992    | 1996    | 1998    | 2001    | 2002    | 2003    |
| ↘36 501 | ↘36 400 | ↗36 600 | ↘36 500 | ↘36 200 | ↘32 501 | ↘32 500 |
| 2005    | 2006    | 2007    | 2008    | 2009    | 2010    | 2011    |
| ↘31 700 | ↘31 200 | ↘31 173 | ↘30 400 | ↗30 409 | ↘30 394 | ↗30 400 |
| 2012    | 2013    | 2014    | 2015    | 2016    | 2017    |         |
| ↘30 142 | ↘29 895 | ↘29 714 | ↘29 530 | ↘29 307 | ↘29 122 |         |